# Velinga

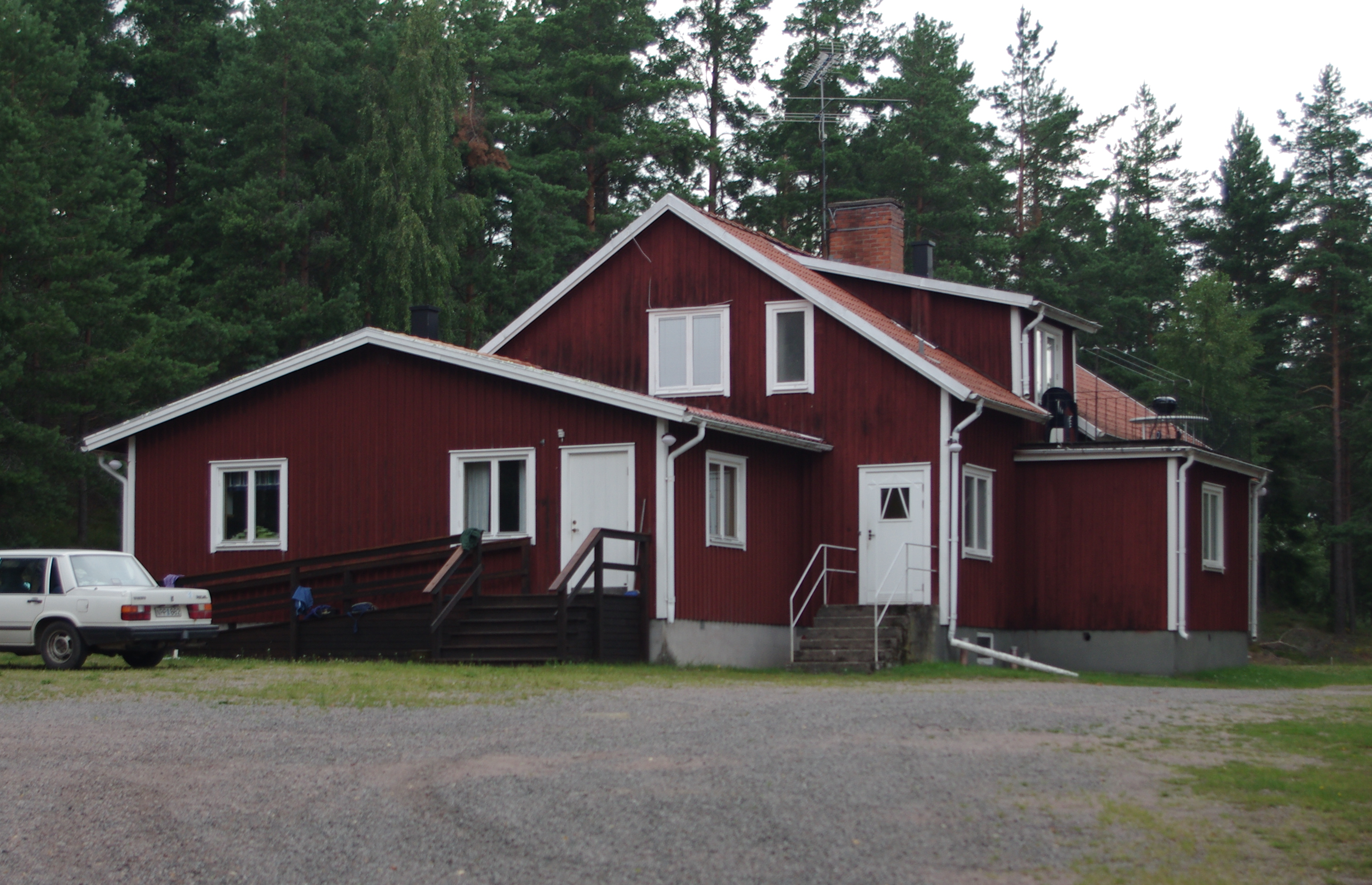
Bygdegården.

Velinga är kyrkbyn i Velinga socken i Tidaholms kommun i Västergötland. Här ligger Velinga kyrka.
Orten är känd från Eddie Meduzas låt En rock i Velinga från albumet Garagetaper.
En känd Velingabo var godsägare Knut Wijkmark. 